# Gørding Herred
Gørding Herred var et herred i Ribe Amt. Tidligt i middelalderen hørte det under Malt Herred, Vardesyssel, men er formentlig blevet udskilt før 1300. Senere kom det under Riberhus Len, og fra 1660 Riberhus Amt. I 1796 kom det med i det da dannede Ribe Amt.
I herredet ligger følgende sogne:
- Bramming Sogn
- Darum Sogn
- Gørding Sogn
- Hunderup Sogn
- Jernved Sogn
- Vejrup Sogn
- Vilslev Sogn
- Åstrup Sogn